# Anna Olskog
Anna Maria Olskog, född 14 september 1971 i Sävars nedre kyrkobokföringsdistrikt i Västerbottens län, är en svensk grundskollärare och fackföreningsledare. Hon är sedan maj 2024 ordförande för Sveriges Lärare. Hon efterträdde Johanna Jaara Åstrand och Åsa Fahlén, som delade på ordförandeskapet sedan Sveriges Lärare bildades den 1 januari 2023.
Olskog har arbetat som lärare sedan 1994. Vid tillträdandet som förbundsordförande arbetade hon på mellanstadiet på en F–6-skola i centrala Umeå. Hon är bosatt i Sävar, Umeå kommun, där hon även är uppvuxen. Hon har tidigare bland annat varit ordförande på lokal nivå för Sverige Lärare i Umeå och Lärarförbundet i Umeå.